# Drèents Liedtiesfestival
Het Drèents Liedtiesfestival was een jaarlijks liedjesfestival dat als doel had om muzikanten en tekstschrijvers te stimuleren tot het creëren van kwalitatieve muziek in het Drents.
Het festival werd sinds 2012 georganiseerd door Stichting REUR in samenwerking met RTV Drenthe. De ingezonden liedjes werden beoordeeld door een beoordelingscommissie die was aangesteld door Stichting REUR. Uit de inzendingen werden de tien beste geselecteerd voor de finale, die door RTV Drenthe werd uitgezonden. Tijdens de finale kon het Drentse publiek via sms stemmen op hun favoriete liedje. De uitslag van deze publieksstemming werd gecombineerd met de beoordeling van een vakjury, wat gezamenlijk de winnaar van het Drèents Liedtiesfestival bepaalde.
In augustus 2024 maakte Stichting REUR bekend te stoppen met de organisatie van het Drèents Liedtiesfestival, waarmee een einde kwam aan het evenement.

## Winnaars
- 2012: Annemiek Drenth met Ik ben zo wies
- 2013: Willem Fledderus met Nei doel
- 2014: Gerrit Denekamp met Zundagskind
- 2015: Linda en Suzanne Kannegieter met Ik geleuf niet meer in liefde
- 2016: Rik Vinke met Eem lös van alles
- 2017: Isa Zwart met Mamme see
- 2018: Melissa Meewisse met De wind van Zuud
- 2019: Leon Moorman met Knooin
- 2021: Jolien Wonink-Dijkstra met Vuul
- 2022: Rick Hilberts met Vallende Sterren
- 2023: Lisa Harms met Tot de zun uut giet
- 2024: Marianne Veenstra met t Is zo wisse (as een klontie zuut is)[2]